# K-1 WORLD GP 2010 FINAL
K-1 WORLD GP 2010 FINALは、K-1の大会の一つ。2010年12月11日、有明コロシアムで開催された。

## 大会概要
WORLD GP決勝トーナメントが行われ、会場が過去3年開催された横浜アリーナから有明コロシアムへと変更された。同所でのWORLD GP開催は初。決勝でアリスター・オーフレイムがピーター・アーツを破り初優勝。アリスターはStrikeforce世界ヘビー級王者でもあり、史上初めて総合格闘技の現役王者がK-1 WORLD GPで優勝する結果となった。
京太郎が日本人選手としては2007年の澤屋敷純一以来3年ぶりにWORLD GP決勝トーナメントに出場し、セーム・シュルトに判定負け。そのシュルトはアーツに準決勝で破れ、5度目の優勝を阻まれたのと同時にK-1におけるトーナメント戦での初敗北を喫した。アーツは40歳にして自身6度目となる決勝進出を果たし、WORLD GP FINAL決勝への最多出場記録を更新したことで谷川貞治からも賞賛された。
今大会はゴールデン・グローリーからアリスター、シュルト、グーカン・サキの3選手がWORLD GP決勝トーナメントに出場し、いずれも準々決勝を突破。この結果、アーツを除いたトーナメントのベスト4をゴールデン・グローリーの選手が占める形となった。
ハーフタイムショーには女性アイドルグループであるももいろクローバーが出演した。女性アイドルグループの出演はK-1 WORLD GP 2009 FINALのAKB48に続き2年連続。
また、今大会は3Dライブビューイングと銘打って、全国11都市の劇場で同時生中継された。

## 試合結果
オープニングファイト第1試合 3分3R
○  高萩ツトム vs.  木村秀和 ×
3R終了 判定3-0（30-27、30-27、30-27）
第1試合 K-1 WORLD GP 2010 リザーブファイト 3分3R延長1R
○  エヴェルトン・テイシェイラ vs.  エロール・ジマーマン ×
3R終了 判定3-0（30-28、29-28、30-28）
※テイシェイラがリザーブ権獲得
第2試合 K-1 WORLD GP 2010 準々決勝 3分3R延長1R
○  ピーター・アーツ vs.  マイティ・モー ×
1R 2:20 KO（2ノックダウン：パンチ連打）
※アーツがグランプリ準決勝進出
第3試合 K-1 WORLD GP 2010 準々決勝 3分3R延長1R
○  セーム・シュルト vs.  京太郎 ×
3R終了 判定3-0（30-27、30-27、30-28）
※シュルトがグランプリ準決勝進出
第4試合 K-1 WORLD GP 2010 準々決勝 3分3R延長1R
○  グーカン・サキ vs.  ダニエル・ギタ ×
延長R終了 判定3-0（10-9、10-9、10-9）
3R終了時 判定0-1（30-30、29-30、30-30）
※サキがグランプリ準決勝進出
第5試合 K-1 WORLD GP 2010 準々決勝 3分3R延長1R
○  アリスター・オーフレイム vs.  タイロン・スポーン ×
3R終了 判定3-0（29-27、29-28、29-27）
※オーフレイムがグランプリ準決勝進出
第6試合 スーパーファイト：藤本祐介引退試合
○  ヘスディ・カラケス vs.  藤本祐介 ×
1R 1:41 KO（3ノックダウン：右ローキック）
第7試合 K-1 WORLD GP 2010 準決勝 3分3R延長1R
○  ピーター・アーツ vs.  セーム・シュルト ×
3R終了 判定2-0（29-29、30-29、30-29）
※アーツがグランプリ決勝進出
第8試合 K-1 WORLD GP 2010 準決勝 3分3R延長1R
○  アリスター・オーフレイム vs.  グーカン・サキ ×
1R 2:33 KO（左ミドルキック）
※オーフレイムがグランプリ準決勝進出
第9試合 スーパーファイト 3分3R延長1R
○  シング・心・ジャディブ vs.  セルゲイ・ハリトーノフ ×
1R 2:58 KO（右フック）
第10試合 メインイベント K-1 WORLD GP 2010 決勝 3分3R延長2R
○  アリスター・オーフレイム vs.  ピーター・アーツ ×
1R 1:07 KO（パンチ連打）
※オーフレイムがグランプリ優勝

### トーナメント表
|  | 準々決勝                 | 準々決勝                 |                  |      | 準決勝 | 準決勝 |  |  | 決勝 | 決勝 |
|  |                          |                          |                  |      |        |        |  |  |      |      |
|  |                          |                          |                  |      |        |        |  |  |      |      |
|  |                          |                          |                  |      |        |        |  |  |      |      |
|  | マイティ・モー           |                          |                  |      |        |        |  |  |      |      |
|  |                          |                          |                  |      |        |        |  |  |      |      |
|  | ピーター・アーツ         | KO                       |                  |      |        |        |  |  |      |      |
|  | ピーター・アーツ         | KO                       | ピーター・アーツ | 判定 |        |        |  |  |      |      |
|  |                          |                          | ピーター・アーツ | 判定 |        |        |  |  |      |      |
|  |                          | セーム・シュルト         |                  |      |        |        |  |  |      |      |
|  | セーム・シュルト         | 判定                     |                  |      |        |        |  |  |      |      |
|  | セーム・シュルト         | 判定                     |                  |      |        |        |  |  |      |      |
|  | 京太郎                   |                          |                  |      |        |        |  |  |      |      |
|  | ピーター・アーツ         |                          |                  |      |        |        |  |  |      |      |
|  |                          |                          |                  |      |        |        |  |  |      |      |
|  |                          | アリスター・オーフレイム | KO               |      |        |        |  |  |      |      |
|  | グーカン・サキ           | アリスター・オーフレイム | KO               | 判定 |        |        |  |  |      |      |
|  | グーカン・サキ           |                          |                  | 判定 |        |        |  |  |      |      |
|  | ダニエル・ギタ           |                          |                  |      |        |        |  |  |      |      |
|  | グーカン・サキ           |                          |                  |      |        |        |  |  |      |      |
|  |                          |                          |                  |      |        |        |  |  |      |      |
|  |                          | アリスター・オーフレイム | KO               |      |        |        |  |  |      |      |
|  | アリスター・オーフレイム | アリスター・オーフレイム | KO               | 判定 |        |        |  |  |      |      |
|  | アリスター・オーフレイム |                          |                  | 判定 |        |        |  |  |      |      |
|  | タイロン・スポーン       |                          |                  |      |        |        |  |  |      |      |
|  |                          |                          |                  |      |        |        |  |  |      |      |